# Friedrich Grimm (Hanau)

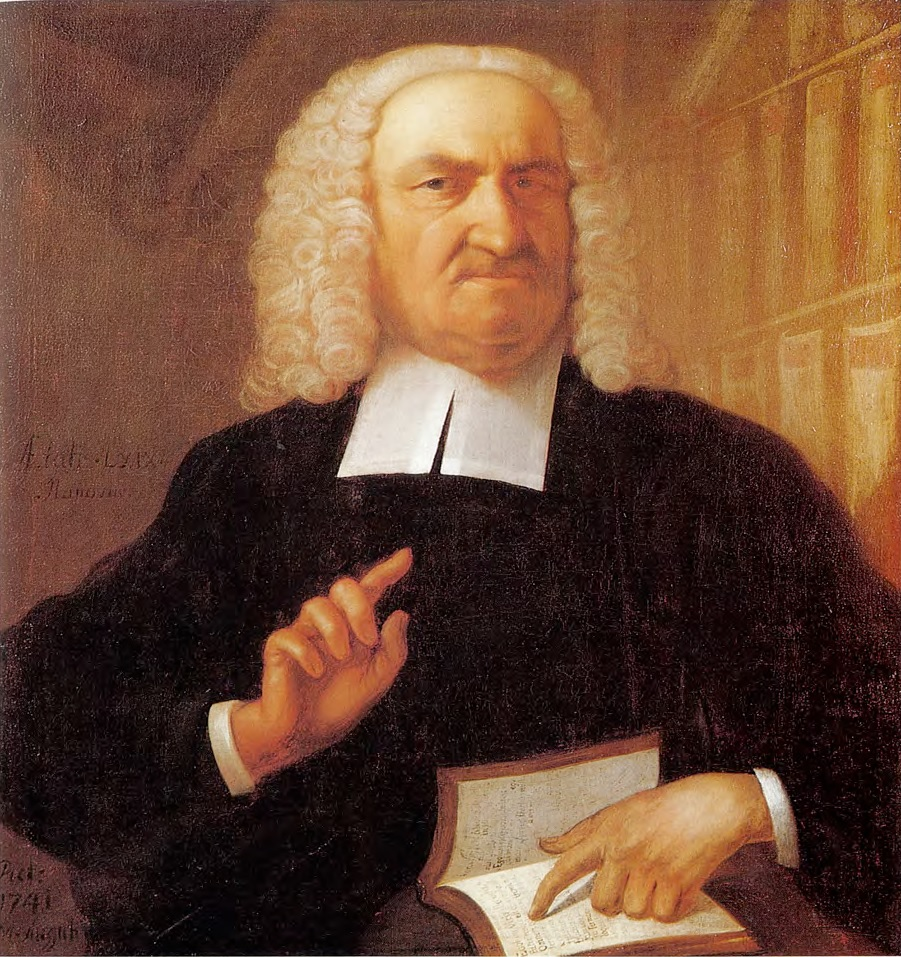
Friedrich Grimm (ca. 1741)
Gemälde eines unbekannten Künstlers, Öl auf Leinwand

Friedrich Grimm (* 16. Oktober 1672 in Hanau; † 4. April 1748 ebenda) war ein deutscher Theologe und als solcher leitender Geistlicher der reformierten Landeskirche der Grafschaft Hanau-Münzenberg.

## Leben
Friedrich Grimm wurde als Sohn des Zollbeamten Heinrich Grimm und seiner Frau Juliane Marie, einer geborenen Pezenius, geboren. Grimm ist der Urgroßvater der Brüder Grimm. Er besuchte seit 1678 das Pädagogikum der Hohen Landesschule in Hanau, 1691 wechselte er zum Gymnasium Illustre in Bremen.
1698 wurde er dritter Pfarrer an der damals reformierten Marienkirche in Hanau, 1699 Hofprediger des Grafen Karl August von Ysenburg-Büdingen in Marienborn, zugleich Pfarrer in Eckartshausen.
1701 erhielt er die zweite, 1706 die erste Pfarrstelle an der Hanauer Marienkirche. Mit letzterer Position wurde er zugleich Inspektor der reformierten Kirchengemeinden der Grafschaft Hanau-Münzenberg, also quasi reformierter Landesbischof. Verbunden war damit auch seine Mitgliedschaft im reformierten Konsistorium der Grafschaft Hanau-Münzenberg.
Friedrich Grimm war drei Mal verheiratet und hatte sieben Kinder.
Friedrich Grimm wurde auf dem alten Deutschen Friedhof an der Nussallee in Hanau beigesetzt. Der Grabstein wurde während des Zweiten Weltkriegs bei dem Luftangriff vom 19. März 1945 auf Hanau zerstört.

## Literatur

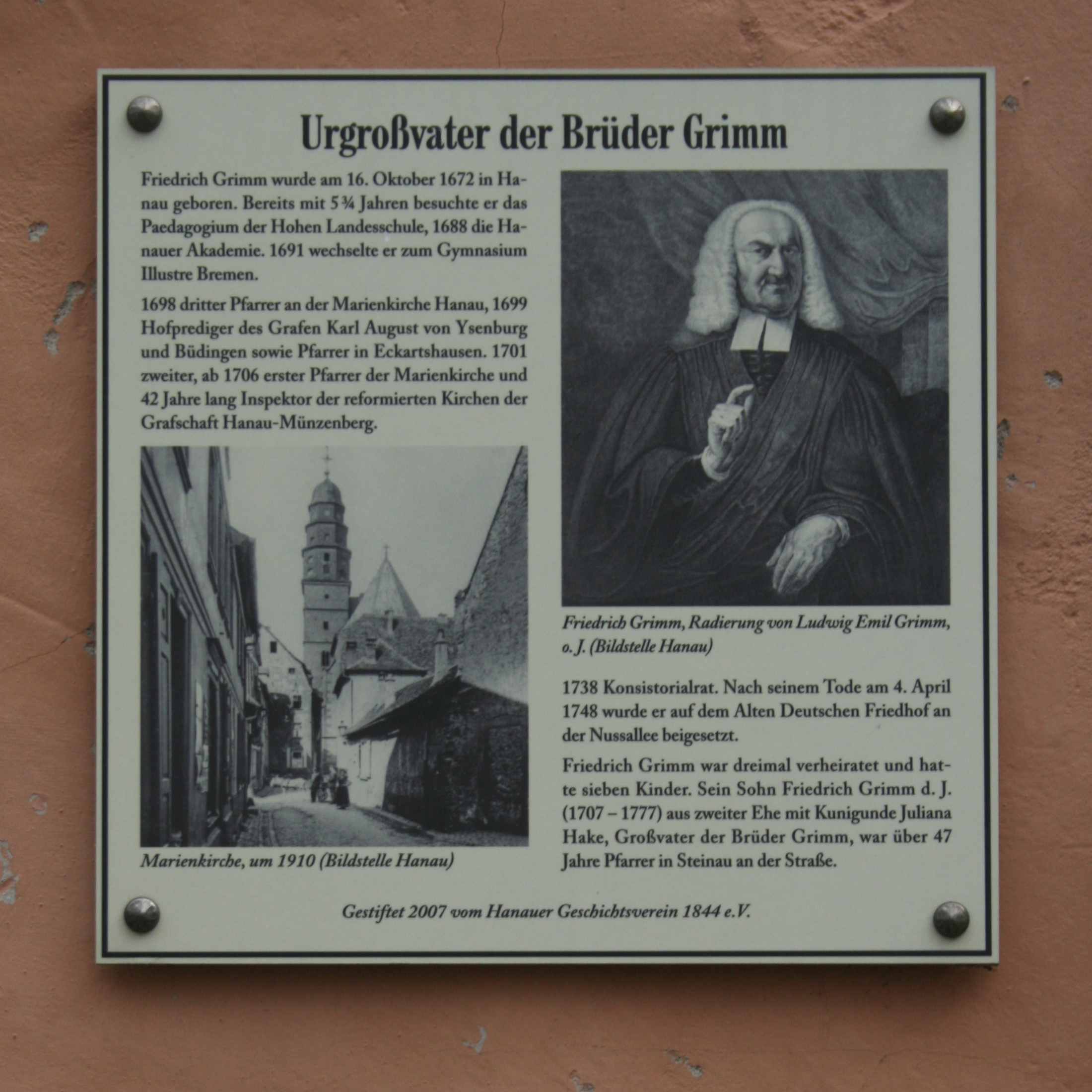
Gedenktafel für Friedrich Grimm an der Hanauer Marienkirche, gestiftet 2007 vom Hanauer Geschichtsverein.

## Nachfahrenliste der Familie Grimm
Heinrich Grimm (* 12. Dezember 1637 in Bergen-Enkheim; † 11. September 1713 in Dörnigheim) ⚭ 2. Juni 1670 Juliane Marie Pezenius (* 2. Juli 1653 in Dillenburg; † 8. Februar 1692 in Hanau)
1. Friedrich Grimm (der Ältere) (* 16. Oktober 1672 in Hanau; † 4. April 1748 in Hanau) ⚭ II. 27. Oktober 1701 Kunigunde Juliane Hake (* 6. August 1676 in Rotenburg an der Fulda; † 8. Dezember 1726 in Hanau)
  1. Friedrich Grimm (der Jüngere) (* 11. März 1707; † 20. März 1777) ⚭ 6. Oktober 1734 Christine Elisabeth Heilmann (* 22. Oktober 1715 in Birstein; † 17. Februar 1754)
    1. Juliane Charlotte Friederike Grimm (* 3. August 1735; † 18. Dezember 1796 in Hanau) ⚭ Jacob Ludwig Schlemmer († 19. April 1785 in Hanau)
    2. Philipp Wilhelm Grimm (* 9. September 1751; † 10. Januar 1796) ⚭ 23. März 1783 Dorothea Zimmer (* 20. November 1755 in Kassel; † 27. Mai 1808 in Kassel)
      1. Friedrich Hermann Georg Grimm (* 12. Dezember 1783 in Hanau; † 16. März 1784 in Hanau)
      2. Jacob Ludwig Carl Grimm (* 4. Januar 1785 in Hanau; † 20. September 1863 in Berlin)
      3. Wilhelm Carl Grimm (* 24. Februar 1786 in Hanau; † 16. Dezember 1859 in Berlin) ⚭ 15. Mai 1825 Henriette Dorothea (Dortchen) Wild (* 23. Mai 1793 in Kassel; † 22. August 1867 in Eisenach)
        1. Jacob Grimm (* 3. April 1826; † 15. Dezember 1826)
        2. Herman Friedrich Grimm (* 6. Januar 1828; † 16. Juni 1901) ⚭ 25. Oktober 1859 Gisela von Arnim (* 30. August 1827; † 4. April 1889)
        3. Rudolf Georg Ludwig Grimm (* 31. März 1830; † 13. November 1889)
        4. Auguste Luise Pauline Marie Grimm (* 21. August 1832; † 9. Februar 1919)

      4. Carl Friedrich Grimm (* 24. April 1787 in Hanau; † 25. Mai 1852 in Kassel)
      5. Ferdinand Philipp Grimm (* 18. Dezember 1788 in Hanau; † 6. Januar 1845 in Wolfenbüttel)
      6. Ludwig Emil Grimm (* 14. März 1790 in Hanau; † 4. April 1863 in Kassel)
        1. ⚭ 20. Mai 1832 Marie Böttner (* 9. August 1803; † 15. August 1842)
          1. Friederike (Ideke) Lotte Amalia Maria Grimm (* 23. Juli 1833; † 17. Dezember 1914) ⚭ 19. August 1854 Rudolf von Eschwege (* 22. Januar 1821; † 24. November 1875)

        2. ⚭ 14. April 1845 Friederike Ernst (* 24. Dezember 1806; † 2. April 1894)

      7. Friedrich Grimm (* 15. Juni 1791 in Steinau; † 20. August 1792 in Steinau)
      8. Charlotte Amalie Grimm (Lotte) (* 10. Mai 1793 in Steinau; † 15. Juni 1833 in Kassel) ⚭ 2. Juli 1822 Hans Daniel Ludwig Friedrich Hassenpflug (* 26. Februar 1794 in Hanau; † 10. Oktober 1862 in Marburg)
        1. Karl Hassenpflug (* 5. Januar 1824; † 18. Februar 1890), Bildhauer, verheiratet, kinderlos
        2. Agnes (* 11. Dezember 1825; † 29. Oktober 1829)
        3. Friedrich (* 10. September 1827; † 23. Januar 1892 in Breslau). Oberlandesgerichtsrat in Breslau, verheiratet mit Anna Volmar, Tochter eines Ministerkollegen seines Vaters
        4. Bertha (* 27. April 1829; † 9. Juni 1830)
        5. Ludwig (Luis) (* 1. Dezember 1831; † 11. Oktober 1878 auf Malta), Offizier der Österreichischen Kriegsmarine, verheiratet, kinderlos
        6. Dorothea (* 23. Mai 1833; † 24. Januar 1898 in München)

      9. Georg Eduard Grimm (* 26. Juli 1794 in Steinau; † 19. April 1795 in Steinau)

    3. Neun weitere Kinder

  2. Sechs weitere Kinder

### Werke
nach Erscheinungsjahr geordnet 
- Evangelisch Reformierte Kinderlehre, in Fragen und Antworten, 1. Auflage: 1707. [Friedrich Grimm zugeschrieben][4]
- Evangelisch Reformierte Kinderlehre, in Fragen und Antworten, 2. überarbeitete Auflage: 1714 oder kurz zuvor.[5]
- Hypotyposis seu brevis delineatio eorum in ecclesiae ministro requiruntur. […]. Hanau 1712.[6]
- Frommer Regenten höchst-kläglicher Todes-Fall, oder Schrifftmäßige Leich- und Trauer-Predigt […]. Aubry, Hanau 1712. [Leichenpredigt][7]
- Höchst-nöthige Todes-Vorbereitung, Schrifft-mässige Betrachtung, über Hiob. Cap. VII. vers 20. 21. Alß die Weyland, Hoch-Edel-Geborene Frau Susanna Schmidtin, Gebohrne Schäfferin […]. Beausang, Hanau 1715. [Leichenpredigt][8]
- Der Tod der Gerechten Oder Schrifftmäßige Leich-Predigt, Esaia Cap. LVII, VI. I am End und vf. 2. Die Weyland Wohlgeborene Frau Francisca Charlotta Dorothea Röter von und zu Thiersberg, gebohrne Fryin von Edelsheim […]. Beausang, Hanau 1722. [Leichenpredigt][9]
- Hypotyposis sanorum verborum quae XXVII thesium theologicarum decadibus comprehensa […]. Müller, Hanau 1747[10]

### Sekundärliteratur
nach Autoren / Herausgebern alphabetisch geordnet 
- Max Aschkewitz: Pfarrergeschichte des Sprengels Hanau („Hanauer Union“) bis 1986, Teil 1 = Veröffentlichungen der Historischen Kommission für Hessen 33. Marburg 1984, S. 14f.
- Peter Gbiorczyk: Friedrich Grimm (1672-1748). Hofprediger in Marienborn und Pfarrer im Gerichtsbezirk Eckartshausen 1699-1701 – Urgroßvater der Brüder Grimm. In: Eckartshausen-Geschichte und Geschichten, Büdingen/Eckartshausen 2014, S. 260–275.
- Peter Gbiorczyk: Wirken und Wirkung des reformierten Theologen Friedrich Grimm (1672–1748). Religiöse Traditionen in der Familiengeschichte bis zu den Brüder Grimm. Shaker, Aachen 2013, ISBN 978-3-8440-2226-1
- Martin Hoppe: Hanau und die Brüder Grimm. Hanau 2007.
- Eckhard Meise: Drei Grabsteine vom alten Deutschen Friedhof: Hanauer Familien im Umfeld der Grimms. In: Hanauer Geschichtsverein 1844 (Hg.): Neues Magazin für Hanauische Geschichte 2007, speziell S. 103–114 (1748: Friedrich Grimm – Das Konsistorium).